# Giurgești, Iași
Giurgești este un sat în comuna Costești din județul Iași, Moldova, România.